# الساندرو فونتاناروسا
الساندرو فونتاناروسا (انگلیسی: Alessandro Fontanarosa؛ زادهٔ ۷ فوریهٔ ۲۰۰۳) بازیکن فوتبال اهل ایتالیا است که در حال حاضر به صورت قرضی از اینتر میلان برای باشگاه فوتبال کوزنتسا کالچو در سری بی بازی می‌کند.

## دوران ملی
وی همچنین در تیم‌های ملی فوتبال زیر ۱۷ سال ایتالیا، زیر ۱۸ سال ایتالیا، زیر ۱۹ سال ایتالیا، و زیر ۲۰ سال ایتالیا بازی کرده‌است.
در ماه مه ۲۰۲۳، کارمین نونزیاتا، سرمربی تیم ملی فوتبال زیر ۲۰ سال ایتالیا، او را در فهرست خود برای جام جهانی فوتبال زیر ۲۰ سال در آرژانتین قرار داد، جایی که آتزورینی پس از باخت به تیم ملی فوتبال زیر ۲۰ سال اروگوئه در دیدار نهایی، نایب قهرمان شد.

## دوران باشگاهی
علی‌رغم بازی برای سمپدوریا، فونتاناروسا در سال ۲۰۱۸ به آکادمی جوانان امپولی پیوست.
در اوت ۲۰۱۹، او با مبلغ ۷۵۰۰۰۰ یورو به اینترمیلان پیوست. پس از حضور در تیم زیر ۱۷ سال، او اولین بازی خود را برای تیم زیر ۱۹ سال در فوریه ۲۰۲۰ انجام داد. در فصل بعد، فونتاناروسا بازیکن ثابت تیم زیر ۱۹ سال اینتر شد، و به آنها کمک کرد تا کمپیوناتو پریماورا ۱، کوپا ایتالیا پریماورا و سوپر کوپا پریماورا را ببرند. او همچنین در لیگ جوانان یوفا ۲۰۲۰–۲۰۲۱ بازی کرد و در شش بازی یک گل به ثمر رساند.
در آغاز فصل ۲۰۲۲–۲۳، فونتاناروسا به تیم اصلی اینترمیلان ارتقا یافت. او در چند بازی سری آ و لیگ قهرمانان اروپا روی نیمکت ظاهر شد.
در ۹ اوت ۲۰۲۳، فونتاناروسا به صورت قرضی به باشگاه فوتبال کوزنتسا کالچو از سری بی رفت.